# Brasilianische Badmintonnationalmannschaft
Die brasilianische Badmintonnationalmannschaft vertritt den brasilianischen Badmintonverband, die Confederação Brasileira de Badminton (CBV), in internationalen Einzel- und Mannschaftswettbewerben. Als Mannschaft tritt sie dabei als reines Männerteam (z. B. im Thomas Cup), reines Frauenteam (z. B. im Uber Cup) oder gemischtes Team (z. B. im Sudirman Cup) an. Das Trainingszentrum ist in Campinas im Staat São Paulo.

## Internationale Stellung
Wie die meisten lateinamerikanischen Staaten spielt Brasilien im internationalen Badminton nur eine untergeordnete Rolle. In Lateinamerika selbst nimmt Brasilien einen vorderen Rang ein. Vor allem Peru und Mexiko liegen jedoch im Ranking häufig vor den Brasilianern. Zur nordamerikanischen Konkurrenz aus Kanada und den USA ist dagegen schon ein größerer Leistungsabstand vorhanden.

## Teilnahme an BWF-Wettbewerben
Sudirman Cup
| Jahr | Resultat |
| ---- | -------- |
| 1997 | 47.      |
| 1999 | 42.      |
| 2001 | 46.      |
| 2015 | 20.      |

## Badminton-Panamerikameisterschaft
Herrenteam
| Jahr | Resultat     |
| ---- | ------------ |
| 2008 | 4.           |
| 2010 | Gruppenphase |
| 2012 | 4.           |
| 2020 | 5.           |
| 2022 | Finalist     |

 Damenteam
| Jahr | Resultat     |
| ---- | ------------ |
| 2008 | 4.           |
| 2010 | Gruppenphase |
| 2012 | 3. Platz     |
| 2020 | 3. Platz     |
| 2022 | 3. Platz     |

Gemischtes Team
| Jahr | Resultat |
| ---- | -------- |
| 2008 | 5.       |
| 2009 | 4.       |
| 2010 | 5.       |
| 2012 | 3. Platz |
| 2013 | 3. Platz |
| 2014 | 3. Platz |
| 2016 | Finalist |
| 2017 | Finalist |
| 2019 | 3. Platz |
| 2023 | 3. Platz |

## Nationalspieler
Herren
- Lucas Araújo
- Hugo Arthuso
- Izak Batalha
- Ygor Coelho
- Fabrício Farias
- Francielton Farias
- Guilherme Kumasaka
- Jonathan Matias
- Donnians Oliveira
- Daniel Paiola
- Guilherme Pardo
- Alex Tjong
- Artur Silva Pomoceno
- Davi Silva
- Deivid Silva
- Matheus Voigt
- Paulo von Scala

Frauen
- Jeisiane Alves
- Mariana Arimori
- Thayse Cruz
- Jaqueline Lima
- Sâmia Lima
- Sânia Lima
- Paula Pereira
- Tamires Santos
- Fabiana Silva
- Juliana Viena Vierra
- Lohaynny Vicente
- Luana Vicente